# Elk City (Kansas)
Elk City – miasto w Stanach Zjednoczonych, w stanie Kansas, w hrabstwie Montgomery.